# Liste der Stolpersteine in Welver
Die Liste der Stolpersteine in Welver enthält die Stolpersteine, die im Rahmen des gleichnamigen Kunst-Projekts von Gunter Demnig in Welver verlegt wurden. Mit ihnen soll an die Opfer des Nationalsozialismus erinnert werden, die in Welver lebten und wirkten.

## Liste der Stolpersteine
| Name              | Adresse       | Bild | Inschrift                                                                                                  | Verlegedatum | Biografie und Anmerkungen |
| ----------------- | ------------- | ---- | --- | ------------ | ------------------------- |
| Philipp Ostwald   | Am Markt 13 · |      | Hier wohnte Philipp Ostwald Jg. 1876 deportiert 1942 Theresienstadt 1942 Treblinka ermordet                | 3. Aug. 2019 |                           |
| Henriette Ostwald | Am Markt 13 · |      | Hier wohnte Henriette Ostwald geb. Neuhaus Jg. 1879 deportiert 1942 Theresienstadt 1942 Treblinka ermordet | 3. Aug. 2019 |                           |